# Botachus
Botachus är ett släkte av kräftdjur. Botachus ingår i familjen Notodelphyidae.
Släktet innehåller bara arten Botachus cylindratus.